# Erik Eriksson (lekkoatleta)
Erik Gideon Eriksson (ur. 12 czerwca 1897 w Dragsfjärd, zm. 21 maja 1975 w Helsinkach) – fiński lekkoatleta, specjalizujący się w rzucie młotem. Brał udział w igrzyskach olimpijskich w 1924 i 1928 roku, zajmując odpowiednio 4. i 9. miejsce. Osiągnął swój rekord życiowy (50,36 m) w 1931 roku, ale przeszedł na emeryturę przed Letnimi Igrzyskami Olimpijskimi 1932.